# Goneatara plausibilis
Goneatara plausibilis là một loài nhện trong họ Linyphiidae.
Loài này thuộc chi Goneatara. Goneatara plausibilis được Bishop & Crosby miêu tả năm 1935.